# Cerdistus exilis
Cerdistus exilis är en tvåvingeart som först beskrevs av Macquart 1838.  Cerdistus exilis ingår i släktet Cerdistus och familjen rovflugor. Inga underarter finns listade i Catalogue of Life.